# Лазгі
Лязгі́ (узб. Lazgi — хорезмська узбецька народна пісня і танець. Вимовляється «лязгі», наголос на «і».
Хорезмський танець лязгі має величезну популярність, як на території Узбекистану, так і за його межами. Вони запальні, енергійні та дуже темпераментні. Хорезмські танцівниці спочатку дуже ритмічні, а під кінець танцю і зовсім темп стає нестримним.

## Історія та виконання
Музика складається з маленького введення і трьох частин. Танець починається повільними і простими рухами — спочатку пальці, руки, плечі, після рух всього тіла починає прискорюватися. Потім різко переходить у складні рухи. Зі зміною характеру музики та прискоренням всієї картини ще більш розгоряється танець і в кінці завершується.
Розрізняються чоловічі (у бійцівському та героїчному дусі) та жіночі (ліричні, веселі) танці. У нинішній час у Хорезмі налічується 9 видів лазгі. Це «Дутар лазгі», «Сурнай лазгі», «Лазгі з кастаньєтами (кайрак)», крім цього, починаючи з середини XX століття створені танцювальні лазгі — ялла: «Кімні севар ёрисан» («Чия ти кохана?», К. Отаніязов), «Лойік» («Гідна», А. Атаджанов та М. Рахімов), «Сані узінг бирёна» («Ти одна єдина», О. Хайітова, Б. Жуманиёзов), «Гал-гал» («Йдемо-йдемо», Б. Хамдамов), «Хоразмнін лазгісі» («Хорезмська лазгі», О. Отажонов), «Уйна-уйна» («Танцюй-танцюй», К. Рахмонов) та ін.
Лязгі на сьогодні є найвідомішим хорезмським танцем. Для цього танцю характерні руху на напівзігнутих ногах, тряска плечима та руками, із дзвониками, що лунають, закріпленими на них.
У Хорезмі є 9 видів танцю, а саме відточену (ідеальне) лязгі (узб. «Qayroq lazgisi» лязгі під мелодію дутара (узб. «Dutor lazgisi» лязгі під мелодію сурная узб. «Surnay lazgisi» тощо.
У грудні 2019 року танець лазгі був включений до списку шедеврів усної та нематеріальної культурної спадщини людства як елемент культурної спадщини Узбекистану.

## Відомі виконавці пісні
Лазгі спочатку була музикою, без пісні. Вперше слова склав і заспівав пісню лазгі народний артист Узбекистану Камілжан Отаніязов, а далі й інші артисти, народна артистка СРСР Маліка Колонтарова, Хулкар Абдуллаєва, Фіруза Джуманійозова, народний артист Узбецької РСР Отажон Худайшукуров, Марал Ібрагімова та Ботір Кодиров.

## Популярність
Великим шанувальником танцю лазгі був перший президент Узбекистану І. А. Карімов, особливо під час народних свят.